# Trachydacite
Trachy-dacite
Les trachydacites, ou trachy-dacites, sont des roches volcaniques de composition intermédiaire entre celles d'un trachyte et d'une dacite.